# Bangsia
Bangsia – rodzaj ptaków z rodziny tanagrowatych (Thraupidae).

## Występowanie
Rodzaj obejmuje gatunki występujące w Ameryce Południowej i Centralnej.

## Morfologia
Długość ciała 15–16 cm, masa ciała 33,5–48,5 g.

## Systematyka

### Etymologia
Bangsia: Outram Bangs (1863–1932), amerykański zoolog i kolekcjoner.

### Podział systematyczny
Do rodzaju należą następujące gatunki:
- Bangsia flavovirens  (Statius Muller, 1776) – tanagra oliwkowa – takson wyodrębniony z rodzaju Chlorospingus[7]
- Bangsia arcaei  (Sclater,PL & Salvin, 1869) – tanagra dwubarwna
- Bangsia melanochlamys  Hellmayr, 1910 – tanagra czarno-złota
- Bangsia rothschildi  (von Berlepsch, 1897) – tanagra złotopierśna
- Bangsia edwardsi (Elliot, 1865) – tanagra modrolica
- Bangsia aureocincta  Hellmayr, 1910 – tanagra złotołbista